# Tribute (John Newman)
Tribute è il primo album in studio del cantautore britannico John Newman, pubblicato il 14 ottobre 2013 dalla Island Records.

## Antefatti
In un'intervista con Adam Silverstein di Digital Spy avvenuta nel giugno 2013, Newman ha descritto l'album con le seguenti parole:
 Riparlando dell'album con Digital Spy ad ottobre 2013, Newman ha affermato di aver attraversato "un periodo difficile mentre stavo realizzando l'album e sentivo che il titolo avesse davvero bisogno di risuonare. Questo disco è il culmine della mia vita a questo punto, rappresenta chi sono e volevo ringraziare tutti coloro che mi hanno aiutato, supportato e amato e che sono stati fonte d'ispirazione per me. Sono molto orgoglioso di questo album, mi esprime come produttore, compositore e come artista, e non vedo l'ora che la gente lo ascolti."

## Tracce
1. Tribute – 5:38
2. Love Me Again – 3:59
3. Losing Sleep – 4:42
4. Easy – 3:40
5. Try – 3:35
6. Out of My Head – 3:50
7. Cheating – 3:42
8. Running – 4:20
9. Gold Dust – 3:32
10. Goodnight Goodbye – 3:43
11. All I Need Is You – 3:22

Tracce bonus nell'edizione deluxe
1. Down the Line – 3:55
2. Nothing – 3:33
3. Day One – 3:17

## Classifiche
| Classifica (2013) | Posizione massima |
| ----------------- | ----------------- |
| Australia         | 7                 |
| Austria           | 20                |
| Belgio (Fiandre)  | 191               |
| Germania          | 21                |
| Nuova Zelanda     | 6                 |
| Paesi Bassi       | 51                |
| Svizzera          | 11                |